# Далла (кофейник)

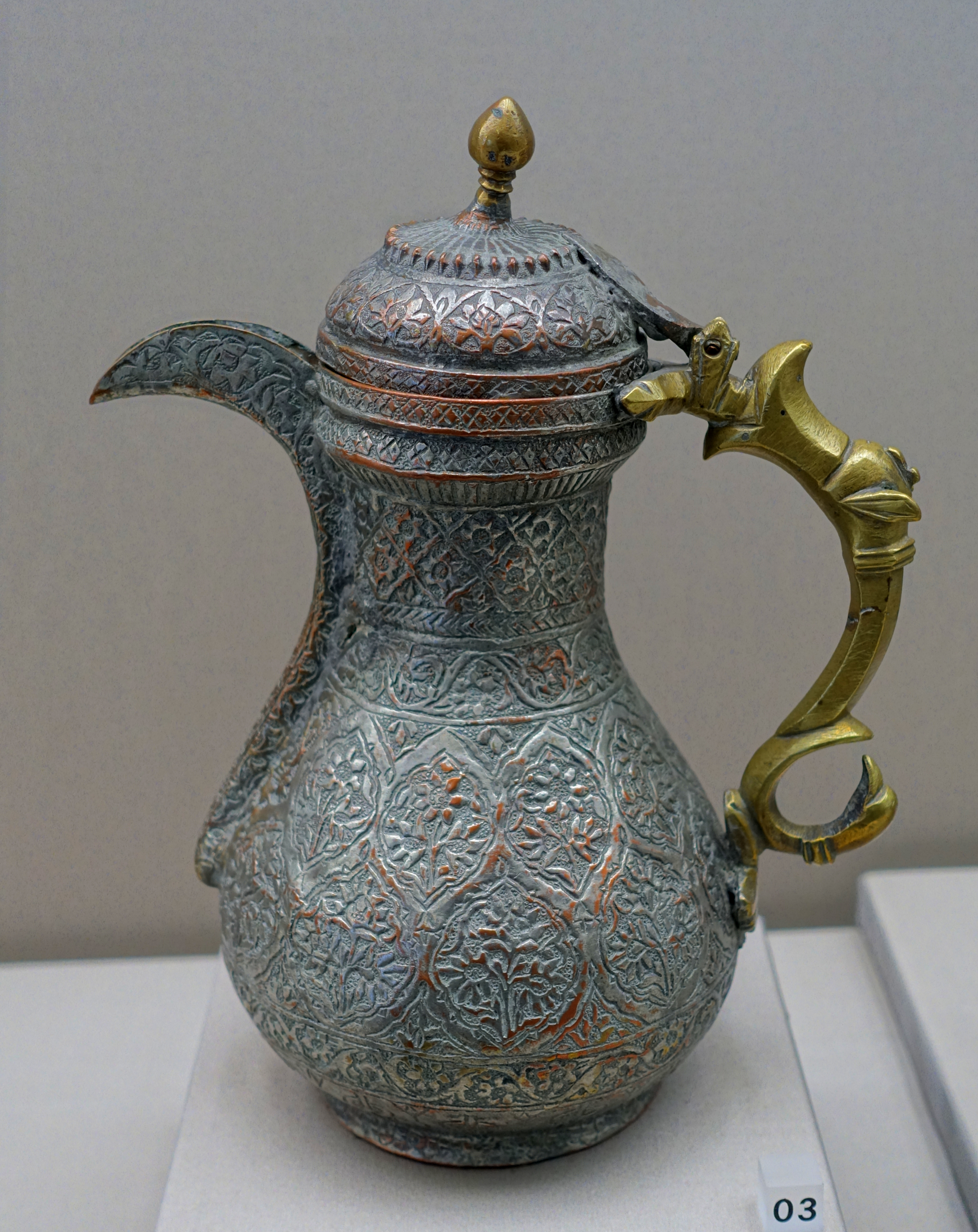
Медная далла

Да́лла (араб. دلة‎) — традиционный арабский кофейник, используемый на протяжении нескольких веков для варки и подачи арабского кофе кахва (араб. قَهْوَة‎), распространённого на территории стран Персидского залива и приготавливаемого следуя длительному ритуалу, а также пряного и горького кофе халиджи (араб. خليجي‎), традиционно употребляемого во время праздников, таких как Ураза-байрам.
Истоки происхождения даллы на данный момент неизвестны. Самые ранние упоминания о далле как о кофейнике современной формы относятся к середине XVII века.

## Форма и материалы

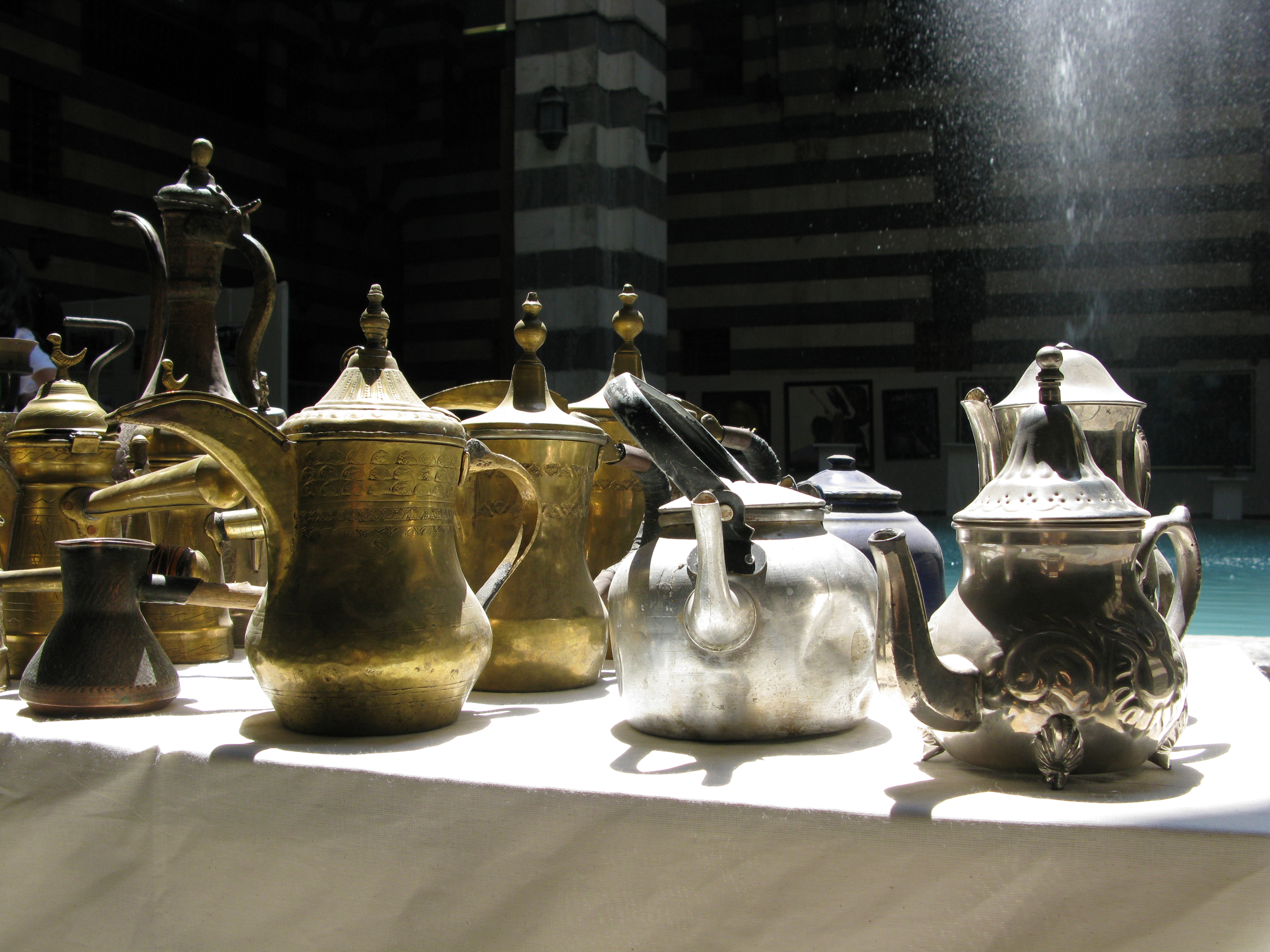
Далла

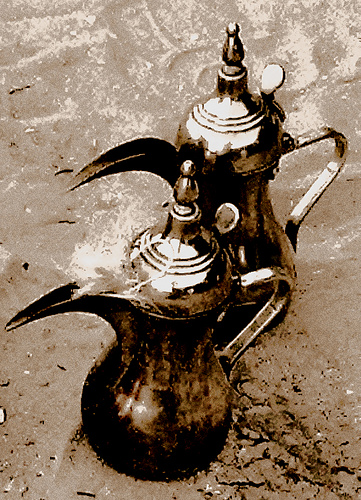
Далла

Далла отличается своей особой формой, с выпуклым основанием, сужающимся к «линии талии» в середине и снова расширяющимся вверху, прикрытым шпилевидной крышкой, увенчанной высоким наконечником, и извилистой далеко-отстающей от корпуса ручкой. Главная отличительная особенность даллы — это длинный, клювоподобный носик в форме полумесяца, сужающийся от корпуса к окончанию. Этот «клюв» может быть накрыт металлической заслонкой, чтобы кофе дольше оставался горячим, но обычно он открыт сверху таким образом, что при наливании видно как кофе струится вдоль по носику. Кроме того, для предотвращения попадания кофейной гущи в чашку при розливе, в носик традиционно помещают пучок пальмового волокна выступающего в роли фильтра.
Далла может быть изготовлена из латуни, стали, серебра и даже из 24-каратного золота для особых случаев или для использования членами королевской семьи.
Далла обычно богато декорирована, например гравировкой в форме геометрических узоров, стилизованных растений и цветов, любовных сцен из арабской поэзии или украшен полудрагоценными камнями и слоновой костью.

## Значение в культуре
Кофейник распространён в традициях Аравийского полуострова и бедуинов. С древности бедуины использовали ритуалы приготовления, подачи и питья кофе в качестве демонстрации гостеприимства, щедрости и богатства. На большей части Ближнего Востока ритуалы связанные с кофе по-прежнему ассоциируются с общением с друзьями, родственниками и деловыми партнерами. Кроме того, далла обычно используется во время важных церемоний и обрядов, таких как рождение ребёнка, бракосочетание, похороны и некоторые деловые встречи.
Далла играет настолько важную роль в культурном коде арабских государств Персидского залива, что он изображен на монетах и в качестве основы для скульптурных объектов. Также далла отображается на водяных знаках в качестве меры безопасности на нескольких банкнотах Саудовской Аравии.

## Приготовление кофе
Для приготовления арабского кофе по простейшему рецепту, в даллу помещают воду, слегка обжаренный кофе и молотый кардамон, которые затем варят в течение 10-20 минут. Готовый напиток наливают нефильтрованным в чашки демитас. Традиционные и региональные рецепты приготовления арабского кофе предполагают добавление шафрана или других специй.